# Johann Schelle
Johann Schelle (ochrzczony 6 września 1648 w Geising, zm. 10 marca 1701 w Lipsku) – niemiecki kompozytor.

## Życiorys
Pochodził z rodziny muzyków, jego ojciec był kantorem w kościele parafialnym w Geising. Od 1655 roku był chórzystą w kapeli elektorskiej w Dreźnie, w 1657 roku przeniesiony został do kapeli książęcej w Wolfenbüttel. Od 1665 roku przebywał w Lipsku, gdzie uczył się w Thomasschule u Sebastiana Knüpfera, a następnie studiował na uniwersytecie. W 1670 roku otrzymał posadę kantora w kościele w Eilenburgu, a od 1677 roku był kantorem w kościele św. Tomasza w Lipsku. Piastował także urząd lipskiego director chori musici, będąc odpowiedzialnym za oprawę muzyczną uroczystości liturgicznych w kościołach św. Mikołaja i św. Pawła. Jego następcą po śmierci został kuzyn, Johann Kuhnau.

## Twórczość
Tworzył prawie wyłącznie muzykę religijną. Jego kompozycje zachowały się tylko fragmentarycznie, spośród nich 50 kantat z tekstem niemieckim, 5 motetów, magnificat i kilka kompozycji do tekstów łacińskich. Kantaty Schellego, przeznaczone z reguły na 5-głosowy zespół wokalny, 4-głosowy zespół instrumentów oraz basso continuo, cechują się ekspresyjną melodyką służącą muzycznej interpretacji tekstu, efektami ilustracyjnymi i ornamentyką w solowych partiach wokalnych oraz przemiennością odcinków zespołowych, solowych i czysto instrumentalnych. Jako kantor ograniczył używanie w kościołach protestanckich w Lipsku włoskich kompozycji z tekstem łacińskim, wprowadzając na ich miejsce kantaty w języku niemieckim.